# Le Droit Humain (França)
La Federació francesa del « Le Droit Humain » és la primera i la més antiga federació de l'Ordre maçonnique mixte international « le Droit humain ».

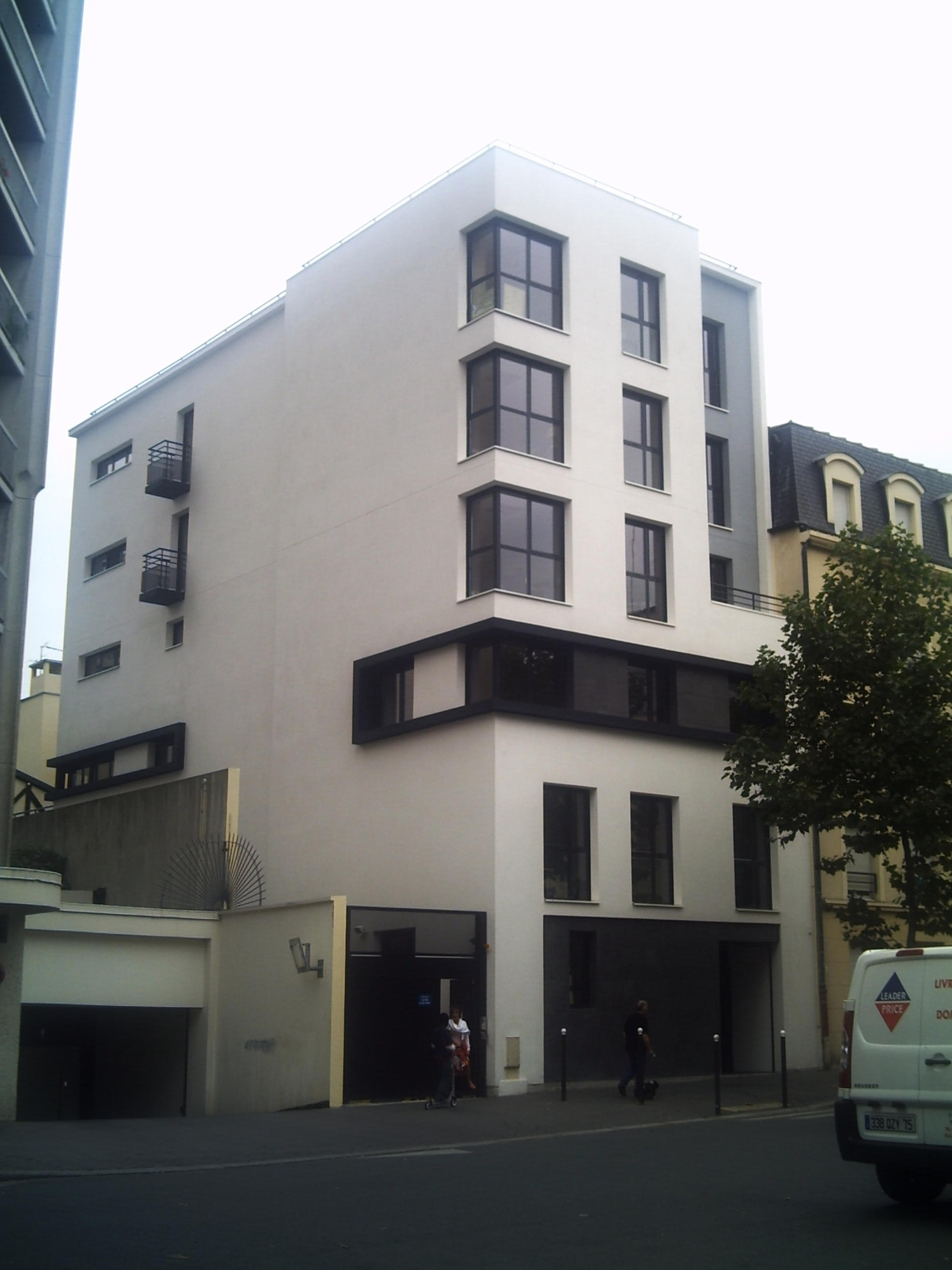
Seu de l'Ordre maçonnique mixte international « le Droit humain » a París

## Fundadors
Maria Deraismes, militant dels Drets de la dona i del nen i el doctor  Georges Martin, Senador, Conseller General del Sena i Conseller Municipal de París, emprengueren campanyes a favor dels drets civils i polítiques de les dones i de la defensa dels drets dels nens oprimits. Fidels al context polític francès de l'època, van ser també molt actius en la lluita contra la intolerància aleshores identificada al clergat i per a l'establiment d'una escola neutra i respectuosa amb les idees de cadascú.

## Història
Maria Deraismes va ser iniciada el 14 de gener de 1882, a la Lògia "Les Libres Penseurs" del  Pecq, prop de Versalles. Aquesta lògia de la Gran Lògia Simbòlica Escocesa es va deslligar de la seva obediència. Obria la via a la iniciació femenina.
Entre 1890 i 1893, Maria Deraismes i Georges Martin conceben una estructura maçònica capaç d'admetre les dones al si de lògies mixtes.
El 4 d'abril 1893, Maria Deraismes i Georges Martin, creen a París, el primer Taller Mixt.
El Gener de 1894, les obediències maçòniques franceses són avisades de la creació de la Gran Lògia Simbòlica Escocesa "Le Droit Humain", donant a llum la francmaçoneria mixta. Aleshores l'obediència creixerà ràpidament i va instal·lar-se a nombrosos països (Suïssa i Anglaterra).
L'Ordre maçonnique mixte international « le Droit humain » serà constituïda durant el Congrés Maçònic Nacional de París el 30 i 31 d'octubre de 1921 que reuneix els Tallers de França i de les Colònies.
Maria Deraismes va morir el 6 de febrer de 1894. La tasca d'organització i de desenvolupament de l'Ordre tornarà al doctor Georges Martin. La seva voluntat enèrgica el conduirà a situar-se més enllà de les fronteres, de les ètnies, de les religions i de les cultures.

## Actualment
La Federació francesa del « Le Droit Humain » és una associació segons la llei de 1901. Està implantada a la França metropolitana, a les Antilles, a Oceania i a la Polinèsia.
Practica el Ritu Escocès Antic i Acceptat (R.E.A.A.) del 1r al 33è grau, i treballa sobre afers simbòlics i socials.
La continuïtat iniciàtica dels 33 graus del R.E.A.A., volguda per l'Ordre, és administrada per una estructura maçònica única, el Suprême Conseil Universel Mixte "Le Droit Humain".
La Federació francesa del "Droit Humain" compta aproximadament 440 lògies blaves i 160 lògies d'alts graus, per a més de 15000 membres.
El respecte a la dignitat humana és la seva principal preocupació.
Part important de la "Maçoneria francesa", ha participat en la creació de l'Espai maçònic europeu.
La Federació francesa del Droit Humain té actualment la seu al nº9 del carrer Pinel, 75013, París.